# اتحاد حزب الشاي الوطني
اتحاد حزب الشاي الوطني (NTPF) تم تشكيله في 8 إبريل عام 2010 بواسطة زعماء الائتلاف واسع الطيف من الجماعات الوطنية والإقليمية لحركة حزب الشاي للمساعدة في نشر رسالة الحركة ومن أجل الرد على المعلومات المضللة لوسائل الإعلام الرئيسية عن حزب الشاي من خلال استجابة سريعة وموحدة. وقد أعلن البيان الصحفي الخاص بتأسيس الاتحاد «سيكون اتحاد حزب الشاي الوطني بمثابة مركز لتبادل المعلومات وتعزيز أهداف حركة حزب الشاي الخاصة بالمسؤولية المالية وتقييد الحكومة دستوريًا والأسواق الحرة».
أعلن اتحاد حزب الشاي الوطني في يناير 2011 أن المنظمات الأعضاء والمنظمات التابعة لديه هم 85 منظمة ويمثلون أكثر من مليون فرد.
يتطلب الاتحاد من المجموعات الأعضاء رفض نظريات المؤامرة الخاصة بمواطنة باراك أوباما وحركة حقيقة أحداث 11 سبتمبر والتمييز العنصري وخطاب الكراهية وأعمال العنف والأعمال التخريبية. وقام الاتحاد بفصل اكسبريس حزب الشاي عندما رفض إقالة المتحدث مارك ويليامز الذي قد أدلى بتصريحات عنصرية والذي اعترف في وقت لاحق بأنها كانت بغيضة.
أرسل اتحاد حزب الشاي الوطني خطابًا إلى كتلة النواب السود بالكونغرس للتنديد بالعنصرية ومطالبًا إياهم بتقديم أي دليل على الأعمال العنصرية المزعومة في احتجاج 20 مارس 2010 عند مبنى الكابيتول الأمريكي.

## وصلات خارجية
The National Tea Party Federation official website
‌